# Pachira quinata
Pachira quinata là một loài thực vật có hoa trong họ Cẩm quỳ. Loài này được (Jacq.) W.S.Alverson mô tả khoa học đầu tiên năm 1994.